# Cheirostylis divina
Espèce
Synonymes
- Cheirostylis divina var. divina[1]
- Mariarisqueta divina Guinea[1]

Cheirostylis divina, ou Mariarisqueta divina, est une espèce de plantes à fleurs de la famille des Orchidaceae (les orchidées). C'est une plante épiphyte principalement répandue au Cameroun, au Gabon, au Ghana, en Guinée équatoriale, au Liberia et en Sierra Leone,.

## Liste des variétés
Selon Catalogue of Life (31 octobre 2017) :
- Cheirostylis divina var. divina
- Cheirostylis divina var. ochyrae Szlach. & Olszewski